# Heinrich von Wagner
Wilhelm Heinrich Wagner, seit 1905 von Wagner (* 22. September 1857 in Leonberg; † 14. Mai 1925 in Bad Schachen) war von 1891 bis 1919 Oberbürgermeister von Ulm.

## Leben und Werk
Als Sohn des Posamentiers (Bortenmachers) und Leonberger Gemeinderates Johann Heinrich Wagner und seiner Frau Christine Therese, geb. Würtele, aus Schorndorf studierte Heinrich Wagner 1879 bis 1881 Staatswissenschaften in Tübingen. Über Stationen als Amtmann in Blaubeuren, Crailsheim und Münsingen kam Wagner 1885 bis 1887 als Polizeiamtmann nach Blaubeuren und wechselte 1887 als Polizeiamtmann nach Ulm. Nach dem Rücktritt des Ulmer Oberbürgermeisters Karl von Heim wurde er 1891 zu dessen Nachfolger gewählt, zunächst als Stadtschultheiß, ab 1892 erhielt Wagner offiziell den Oberbürgermeister-Titel.
Heinrich Wagner hatte das Ulmer Oberbürgermeisteramt 28 Jahre inne, bis zu seinem Rücktritt 1919 aus Gesundheitsgründen. Noch 1891 gründete er den Wohnungsverein zur Unterstützung Finanzschwacher beim Wohnungsbau. Wagner betrieb den Rückbau von Wällen der Bundesfestung Ulm, deren Festungsring um die Stadt die bauliche Erweiterung Ulms behinderte. In der so entstehenden Weststadt wurden eine Schule und eine Straße nach ihm benannt. In seine Amtszeit fiel auch die Eingemeindung Söflingens (1905) sowie u. a. der Bau eines Elektrizitätswerkes und die Einführung der Ulmer Straßenbahn. Von 1920 bis zu seinem Tod war Heinrich Wagner Verbandsvorsteher des neu gegründeten Württembergischen Sparkassen- und Giroverbandes. 
Er war Mitglied der Studentenverbindung Landsmannschaft Ulmia Tübingen.

## Ehrungen
- 1893 Ritterkreuz 1. Klasse des Friedrichs-Ordens
- 1905 Ehrenkreuz des Württembergischen Kronordens,[1] mit dem der Personaladel verbunden war.
- Silberne Karl-Olga-Medaille
- Königlich Preußischer Kronorden, IV. Klasse
- Ehrenkreuz 3. Klasse des Fürstlich Hohenzollerischen Hausordens
- Ritterkreuz 4. Klasse des Königlich Bayerischen Verdienstordens vom heiligen Michael
- 1916 Ehrendoktorwürde der Universität Tübingen
- 1919 Ehrendoktorwürde der Universität Rostock
- 1919 Anlässlich seiner Verabschiedung erhielt Heinrich von Wagner die Ehrenbürgerwürde Ulms
- Ein Wagen der Straßenbahn Ulm trägt seinen Namen.[2]